# Rifat Chadirji
Rifat Chadirji, noto anche come Rifa'at Al Chaderchi in arabo رفعة الجادرجي‎? (Baghdad, 6 dicembre 1926 – Londra, 10 aprile 2020) è stato un architetto iracheno spesso indicato come il padre della moderna architettura nel suo paese per il quale ha progettato oltre 100 edifici.

## Biografia
Rifat Chadirji è nato a Baghdad nel 1926 in una influente famiglia: suo padre, Kamil Chadirji (1897-1968), ebbe un ruolo centrale nella vita politica dell'Iraq come fondatore e presidente del Partito Nazionale Democratico.
Nel 1952, dopo la laurea in rchitettura, Rifat tornò a Baghdad e iniziò a lavorare su quelli che chiamava i suoi "esperimenti architettonici". L'architettura di Rifat Chadirji si ispira alle caratteristiche dell'architettura regionale irachena, ma allo stesso tempo voleva conciliare la tradizione con le esigenze sociali contemporanee. In un'intervista, Chadirji spiega la sua filosofia: 

"Fin dall'inizio della mia pratica, ho ritenuto imperativo che, prima o poi, l'Iraq creasse per sé un'architettura di carattere regionale ma allo stesso tempo moderna, parte dell'attuale stile internazionale d'avanguardia".

Nel contesto dell'architettura, Rifat ha definito questo approccio come regionalismo internazionale (parte del regionalismo critico in architettura). L'approccio di Chadirji era del tutto coerente con gli obiettivi del Modern Baghdad Group, fondato nel 1951, di cui era un membro iniziale. Questo gruppo artistico ha cercato di combinare l'antica eredità irachena con l'arte e l'architettura moderne, al fine di sviluppare un'estetica irachena, che non fosse unica solo in Iraq, ma influenzasse anche lo sviluppo di un linguaggio visivo panarabo.
I suoi primi lavori erano saldamente radicati nel discorso tenuto dai membri del Baghdad Modern Art Group, tra cui gli scultori Jawad Saleem e Mohammed Ghani Hikmat e l'artista intellettuale, Shakir Hassan Al Said. I suoi progetti si basavano sull'astrazione dei concetti e degli elementi degli edifici tradizionali e sulla loro ricostruzione in forme contemporanee. Tuttavia, i critici di Chadirji hanno sottolineato che sebbene Chadirji fosse solidale con gli obiettivi del gruppo, era essenzialmente un modernista nel cuore.
I suoi primi lavori furono principalmente ricostruzioni di vecchi edifici. Nel 1959, gli fu commissionato la costruzione di un importante monumento pubblico, Il monumento al Milite Ignoto, che fu successivamente distrutto dal governo baathista di Sadam Hussein e sostituito con una statua dello stesso Saddam Hussein. Il monumento di Chadirji, situato in posizione centrale in Piazza Ferdous di Baghdad, faceva riferimento alla tradizione irachena, il monumento evocava l'arco parabolico del Palazzo Sassanide di Ctesifonte. Descritto come una struttura semplice, simbolica e modernista, gli schizzi del concetto di design trovato presso l'Istituto di Belle Arti di Baghdad, rivelano l'ispirazione per il design che rappresenta una madre chinata a sollevare il suo bambino martirizzato.
Chadirji avrebbe continuato a usare antichi motivi iracheni nei suoi progetti di costruzione. Le sue opere, come la Hussain Jamil Residence (1953), Tobacco Warehouse (1965), Rafiq Residence (1965) e il Central Post Office (1975), sono informate dalle pratiche irachene di controllo della temperatura: ventilazione naturale, cortili, pareti di schermi e luce riflessa. Impiega anche il linguaggio architettonico di archi e moli monolitici che ricordano ai visitatori l'antica storia dell'architettura irachena. Sebbene, i suoi disegni usassero spesso elementi vernacolari, spesso li astrasse e li incorporò in nuove forme. A volte faceva affidamento su esterni tradizionali, ma progettava interni europei.
Durante gli anni '70, all'età di 48 anni, Chadirji fu incarcerato a vita, per essersi rifiutato di lavorare a un progetto finanziato dal governo durante la presidenza Ahmed Hassan al-Bakr. Tuttavia, dopo aver scontato quasi due anni nella prigione di Abu Ghraib, fu rilasciato quando Saddam Hussein assunse il potere e desiderò che il miglior architetto iracheno sovrintendesse ai preparativi per una conferenza internazionale che si terrà a Baghdad nel 1983 e per aiutare con i piani generali per dare Baghdad un rinnovamento. Chadirji divenne consulente di architettura di Saddam Hussein per il Baghdad City Planning, per il periodo 1982-1983. Mentre era in prigione, scrisse un libro sull'architettura, Al Ukhaidir e il Crystal Palace, usando materiali che sua moglie aveva fatto entrare clandestinamente ad Abu Ghraib. Il libro è stato descritto come un "lavoro fondamentale" sul tema dell'architettura irachena.
Negli anni '80 divenne Consigliere del Sindaco, un ruolo che lo trovò a supervisionare tutti i progetti di ricostruzione a Baghdad. Lasciò l'Iraq nel 1983 per assumere la posizione accademica all'università di Harvard . Alcuni anni dopo, al suo ritorno a Baghdad, fu rattristato dal deterioramento della città. Lui e sua moglie decisero di lasciare definitivamente l'Iraq e si stabilirono a Londra. È morto di COVID-19 a Londra il 10 aprile 2020.
Insieme a suo padre, Rifat Chadirji ha documentato fotograficamente gran parte di Baghdad e della più grande regione dell'Iraq e della Siria. Temevano che l'architettura e i monumenti regionali sarebbero andati persi a causa del nuovo sviluppo associato al boom petrolifero. Nel 1995, Chadirji ha pubblicato un libro di preziose fotografie di suo padre. La posizione di suo padre come politico gli aveva dato accesso a molte persone e luoghi che avrebbero potuto essere difficili per altri fotografi.
In un'intervista a Ricardo Karam, Chadirji ha parlato del suo ateismo: dopo aver studiato filosofia con sua moglie, ha visto che le religioni hanno avuto origine dalla magia. Ha anche detto di aver rispetto per tutte le religioni e ha raccomandato dopo la sua morte di non pregare per lui e di bruciare il suo corpo.

## Opere
Sebbene abbia progettato molte residenze, Chadirji è noto soprattutto per le sue opere pubbliche, inclusi edifici e monumenti. Il suo Monumento al Milite Ignoto (1959), descritto come una struttura semplice, simbolica e modernista, fu rimosso da piazza al-Fardous per far posto a una statua di Sadam Hussein nei primi anni '80. La statua sostitutiva fu abbattuta famigeratamente il 9 aprile 2003.
| Luogo                                                                | Posizione | Nazione |
| Central Post Office (1975)                                           | Baghdad   | Iraq    |
| Hamood Villa (1972)                                                  | Baghdad   | Iraq    |
| National Insurance Company                                           | Mosul     | Iraq    |
| Uffici e magazzini del tabacco (1965)                                | Baghdad   | Iraq    |
| Il monumento al milite ignoto (eretto nel 1959: sostituito nel 1983) | Baghdad   | Iraq    |
| Rafiq Residence (1965)                                               | Baghdad   | Iraq    |

## Pubblicazioni
Le sue pubblicazioni sono principalmente in arabo e includono:
- al-Ukhaidir e il Crystal Palace (1991)
- Un dialogo sulla struttura dell'arte e dell'architettura (1995)[28]
- Approcci rigenerativi alla competizione di progettazione di moschee alla Moschea di stato, Baghdad. In Mimar 1984, 11 pagina 44-63 ISSN 0129-8372 (WC · ACNP)
- Concetti e influenze: verso un'architettura internazionale regionalizzata, 1987. ISBN 0-7103-0180-4
- Tradizione internazionalizzata in architettura, 1988. ISBN 1-85035-146-5.[29]

| Autore            | Titolo                                                                          | Anno |
| Chadirji, Rifat   | Introduzione alla progettazione urbana e all'architettura in Libano             | 2004 |
| Chadirji, Rifat   | Architetto di interviste a Medina                                               | 1999 |
| Chadirji, Rifat   | Le fotografie di Kamil Chadirji                                                 | 1995 |
| Khan, Hasan-Uddin | Modernismo regionale: il portfolio di incisioni di Rifat Chadirji               | 1984 |
| Chadirji, Rifat   | Concetti e influenze: verso un'architettura internazionale regionale, 1952-1978 | 1986 |

## Premi
- 1964: Medaglia di bronzo, Barcelona Furniture Design[31]
- 1986: Chairman's Award dell'Aga Khan Award for Architecture[29][32]
- 2008: Sheikh Zayed Book Award, 2008[33]
- 2015: dottorato onorario presso la Coventry University[34]

## Eredità
Nel 2017, il Premio Rifat Chadirji è stato creato per riconoscere gli architetti locali che sono coinvolti nella ricostruzione di parti dell'Iraq che erano state distrutte. Il premio viene assegnato sotto l'egida del Tamayouz Award for Excellence.